# Xian de Fuping (Shaanxi)
Pour les articles homonymes, voir Fuping.
Le xian de Fuping (富平县 ; pinyin : Fùpíng Xiàn) est un district administratif de la province du Shaanxi en Chine. Il est placé sous la juridiction de la ville-préfecture de Weinan.

## Démographie
La population du district était de 750 902 habitants en 1999.

## Économie
La ville compte une cimenterie de la société Fuli Cement, détenue depuis 2007 par le groupe italien Italcementi via sa filiale Ciments français.

## Personnalité
- Xi Zhongxun, né en 1913 dans le district de Fuping, ancien vice-président de l'Assemblée populaire et vice-Premier Ministre[4].